# Sanjay Gandhi
Sanjay (Sandżaj) Gandhi (ur. 14 grudnia 1947, zm. 23 czerwca 1980) – indyjski polityk, przywódca organizacji młodzieżowej Indyjskiego Kongresu Narodowego (INC), syn Feroze Gandhiego i Indiry Gandhi (szefowej rządu w latach 1966–1977 i 1980-1984), która przygotowywała go na swego następcę (po śmierci Sanjaya ambicje te przeszły na jego brata, Rajiva), niepopularny z powodu prowadzenia polityki silnej ręki i kierowania akcją sterylizacji Hindusów. Zginął w katastrofie lotniczej 23 czerwca 1980.